# TOICA
TOICA（トイカ）は、東海旅客鉄道（JR東海）が発行し、JR東海・愛知環状鉄道が発売するサイバネ規格準拠のICカード乗車券である。「TOkai Ic CArd」（東海ICカード）の頭文字から命名され、2006年7月28日にJR東海によって商標登録されている。
2006年11月25日に名古屋地区で初めて導入され、2008年4月8日に50万枚を突破し、2010年10月8日に100万枚を突破した。2018年12月末現在は約265万枚に達している。

## 概要

自動改札機

旅客がカード（財布や定期入れに入れたままでも使用できる）を自動改札機の読み取り部に軽く触れるだけで通過できる。(小銭などが入っているとうまくカードを読み取れない事やEX-ICカード以外の交通系ICカードが同じところに入っていると2枚ともに入場記録がついてしまうなどが生じる※この現象はTOICAに限らずSuicaやmanacaなど他の交通系ICカードにも当てはまる。)あらかじめカードにチャージ（入金）しておくだけで、その都度乗車券の購入や乗り越し精算を行う必要がなく、財布などから定期券やカードを出す手間も省ける。一方で、事業者側では利用促進の他、同一カードの利用履歴（記名式カードではさらに旅客属性）を集積できる他、乗車券の発売回数を減らし、券片を取り込む改札機の処理動作を省略できるなど、戦略的な情報収集やシステムの稼動・保守費用縮減の効果を期待している。
Suica・PASMOやICOCA・SUGOCA等と同様にソニーの非接触型ICカード技術「FeliCa」を採用し、サイバネティクス協議会規格に拠っている。2007年12月時点で、名古屋地区では乗客の約5割（定期券では約7割）がTOICAを利用している。
公式マスコットは、大野真弓のイラストによる大小2羽の「ひよこ」で、正式名称並びに愛称はついていない。この「ひよこ」は記念カードのデザインに起用され、現在では通常カードにも起用されたほか、グッズが配布・販売されている。
カードの裏面の右下に記載の番号は「JC」で始まる17桁の英数字であるが、この「JC」はJR東海の英語表記「JR Central」の頭文字を採ったものである。

## 券種

### TOICA（大人用）
プリペイド方式のストアードフェア (SF) 機能と電子マネー機能がある無記名式の通常版カード。TOICAの表示がある自動券売機、およびTOICAエリアの駅のきっぷうりばで販売する。新規購入時の発売額は2,000円（うち500円はデポジット分）のみで、購入時に1,500円分乗車できる。現金でのみ販売する。
Suicaやmanacaなどと異なり、マイレージポイント制度はない。また、オートチャージも行われていない。記名式の通常版カードは当初は発売されていなかったが、2023年10月1日から取扱が開始された。
デザインは、2017年度以降は銀色の地に水色の2色で、右下に「TOICA」のロゴがあり、TOICAのキャラクター、ヒヨコが波状の塗り分け上部に2匹描かれている。波状の塗り分け線は東海地方の海岸線（伊勢湾、遠州灘、駿河湾）をモチーフにしている。2016年以前の旧カードにはキャラクターのヒヨコが描かれていなかった。

### TOICA（小児用）
交通機関利用時に自動的に小児運賃で精算される通常版カードの小児用。記名式で、購入時に利用者の氏名・生年月日等のわかる公的証明書等（健康保険証、パスポート等）の提示が必要になる。「小学校を卒業する年の3月31日」が有効期限として設定され、それを経過すると利用できなくなり、無手数料での払い戻しが必要になる。
なお、記名式カードであるが、当初は紛失時の再発行はできなかった。2023年10月1日から紛失時の再発行の取扱が開始された。

### TOICA定期券
定期券機能を搭載したTOICA。大人用と小児用があり、大人用には通勤定期券のほか、中・高・大学生別の通学定期券もある。新規購入時の発売額は「定期券相当額+デポジット分500円」で、ストアードフェア機能を使用するには、事前のチャージが必要になる。大人用通勤定期券はTOICAの表示がある指定券券売機、およびTOICAエリアの駅のきっぷうりばで販売し、クレジットカードが使える。また、デポジットは必ず現金での支払いとなる。紛失時の再発行も可能（要手数料）。
記念TOICAを除く通常版TOICAに後から定期券機能を追加することも可能なほか、定期券の適用期間終了後に定期券機能を除去する（TOICA定期券を記名式TOICAに切り替える）ことも可能。
通常版TOICAの機能を同時に利用できる他、定期券区間外となる乗車を下車駅の改札機で自動精算することなどができる。定期券区間と定期券区間外に跨って乗車した場合、定期券を併用した場合と併用しない場合を比べて、安い方の運賃を下車駅の改札時に自動的に判定して精算する。
名古屋鉄道・名古屋市交通局・名古屋臨海高速鉄道・豊橋鉄道との間では、TOICAまたはmanacaによる連絡定期券を、JR西日本・近畿日本鉄道との間ではTOICAまたはICOCAによる連絡定期券、JR東日本・伊豆急行との間ではTOICAまたはSuicaによる連絡定期券、小田急電鉄との間ではTOICAまたはPASMOによる連絡定期券、愛知環状鉄道との間ではTOICAによる連絡定期券を発行することができる。その他の鉄道・バス事業者との連絡定期券としては使用できない。2枚以上の定期券（区間の分割購入など）を利用する場合、障がい者割引を適用している場合は、従来通り磁気定期券を使用する必要がある。

### EX-ICカード（TOICA機能付き）
JR東海エクスプレス・カード加入者で、エクスプレス予約のチケットレスサービス「EX-ICサービス」のために使用されるカードに通常版TOICAの機能を追加したもの。通常のEX-ICカードの右下部「EX予約」ロゴの左側に「TOICA」ロゴマークが付されている。定期券機能を搭載することはできない。なお、2021年3月6日からエクスプレス予約に交通系ICカードを登録して乗車できるサービスが開始されたため、現在は新規発行を行っていない。

### 記念TOICA
以下の記念TOICAが発売されている。通常版のみで、後から定期券機能を付加することはできない。
サービス開始記念TOICA
2006年11月のサービス開始時に1万枚限定で発売された。意匠はTOICAのロゴタイプを並べ、ワンポイントとして「TOICA Debut!」の文を右下に配したものになっている。
券面に「ひよこ」は使われていないが、台紙には登場している。
1周年記念TOICA
TOICAのサービス開始から1周年となる2007年11月23日に2万枚限定で発売された。
「ひよこ」2羽とバースデーケーキをあしらっている。これまで「ひよこ」はパンフレットなどの販促物や駅構内での案内表示に多用されていたが、券面に登場したのは初めてとなった。ケーキには1周年記念らしく1本のろうそくが立っている。
静岡地区サービス開始記念TOICA
2008年3月1日に静岡地区でTOICAサービスが開始されるのを記念して2万枚限定で発売された。
「ひよこ」と富士山を組み合わせたデザインである。
IC相互利用開始記念TOICA
2008年3月29日にSuica・ICOCAとの相互利用が開始されるのを記念して2万枚限定で発売された。
各ICカードの公式マスコットである「Suicaペンギン」・「カモノハシのイコちゃん」とTOICAの「ひよこ」（小）が手をつないで輪になっている図案は、三社の相互利用を喩えたもの。「TOICA」では「ひよこ」が正面を向いている。なお、「ひよこ」（大）は台紙に登場している。
同日に「Suica」および「ICOCA」でも同様のデザインの記念カードが発売されたが、それぞれのカードのマスコットが正面を向いている。
静岡地区サービス開始1周年記念TOICA
2009年3月1日に静岡地区でのTOICAサービスが1周年となったのを記念して2万枚限定で発売された。
風船を持った「ひよこ」と富士山を組み合わせたデザインである。台紙にはオリジナルの携帯電話用覗き見防止フィルムが付属していた。
TOICAキャラクターデザインカード
カードには何の記念なのか書いておらず、2009年7月4日・5日の金山総合駅20周年記念イベントで各日100枚、計200枚限定で発売されたのを皮切りに、その後も継続してJR東海のイベント限定で発売されている。
TOICAを持った大小のひよこがデザインされている。
TOICA・SUGOCA・ICOCA IC乗車券・電子マネー相互利用開始記念TOICA
2011年3月5日にICOCAと共にSUGOCAとの相互利用が開始されるのを記念して1万枚限定で発売された。
各ICカードの公式マスコットである「カエルと時計」（SUGOCA）・「カモノハシのイコちゃん」（ICOCA）と、TOICAの「ひよこ」（大）が電車のボックスシートに向かい合って座っている図案は、三社の相互利用を喩えたもの。「TOICA」では「ひよこ」が左側に座っている。なお、「ひよこ」（小）は台紙に登場している。カードには車窓越しに富士山も描かれている。
同日に「SUGOCA」（車窓越しにJR博多シティ）および「ICOCA」（車窓越しに大阪ステーションシティ）でも同様のデザインの記念カードが発売されたが、それぞれのカードのマスコットが左側に座っている。
TOICA・manaca 交通相互利用開始記念TOICA
2012年4月21日に、数量限定で発売された。
両ICカードの公式マスコットである、TOICAの「ひよこ」（小）とmanacaのキャラクターが手をつないでいる図案で、相互利用を喩えたものとなっている。カードにはJRセントラルタワーズと名古屋テレビ塔の左半分が描かれている。
同日にmanaca加盟各社でも同様のデザインの記念カードが発売されたが、名古屋城と名古屋テレビ塔の右半分が描かれたものとなっており、両方のカードを並べると（左にTOICA・右にmanaca）、名古屋テレビ塔が完成するというものである。
交通系ICカード 全国相互利用
2013年3月23日に、数量限定で発売された。
JR東海会社発足30周年記念TOICA（全3種類）
2017年4月で会社発足30周年を迎えるにあたり、会社発足当時話題となった「クリスマス・エクスプレス」CM映像柄カードと2016年に公開された映画『君の名は。』で描かれた東京駅イラスト柄カードの2枚セット「新幹線タイプ」と、「君の名は。」で描かれた飛騨古川駅イラスト柄カード1枚の「在来線タイプ」、計3種類が2017年4月に発売された。

## 使用可能なエリア
2025年3月15日現在、以下の路線・区間で利用できる。TOICAエリア内部でエリア分けやキロ制限はなされていないため、熱海駅 - 米原駅間（341.3 km）のような長距離乗車も乗車制度的には可能である。ただし、TOICAエリア内完結でも御殿場線の一部の駅が発着となる区間（例：谷峨駅 - 下曽我駅間から熱海駅）などにおいては、自動改札機を利用できない場合があり、利用できないパターンは現地で掲示されている。
- 東海旅客鉄道（JR東海）[20]
  - 東海道本線：熱海駅 - 米原駅間（JR東海管内全線）
    - 美濃赤坂支線（大垣駅 - 美濃赤坂駅間）を含む。
    - 熱海駅を越えてSuicaエリアに跨がるSF乗車はできない。
    - 米原駅を越えてICOCAエリアに跨がるSF乗車はできない。

  - 御殿場線：国府津駅 - 沼津駅間（全線）
    - 国府津駅を越えてSuicaエリアに跨がるSF乗車はできない。
    - 松田駅を越えて新松田駅以遠のPASMOエリアに跨がるSF乗車はできない[21]。

  - 身延線：富士駅 - 西富士宮駅間
  - 飯田線：豊橋駅 - 本長篠駅間
  - 武豊線：大府駅 - 武豊駅間（全線）
  - 中央本線：名古屋駅 - 中津川駅間
  - 関西本線：名古屋駅 - 亀山駅間（JR東海管内全線）
    - 亀山駅を越えてICOCAエリア（奈良・大阪方面）に跨がるSF乗車はできない。

  - 高山本線：岐阜駅 - 美濃太田駅間
  - 太多線：美濃太田駅 - 多治見駅間（全線）
- 愛知環状鉄道（愛環）
  - 愛知環状鉄道線：岡崎駅 - 高蔵寺駅間（全線）[22]

## 利用方法
TOICAは交換・乗車・支払い・入金・定期券更新のいずれかが行われた直近の日から10年を経過した場合は失効し、SFの金銭的価値およびデポジット（預託金）にかかる権利も消滅する場合がある。JR東海が特例で認めた場合に限り10年が経っても失効する事はない。

### チャージ

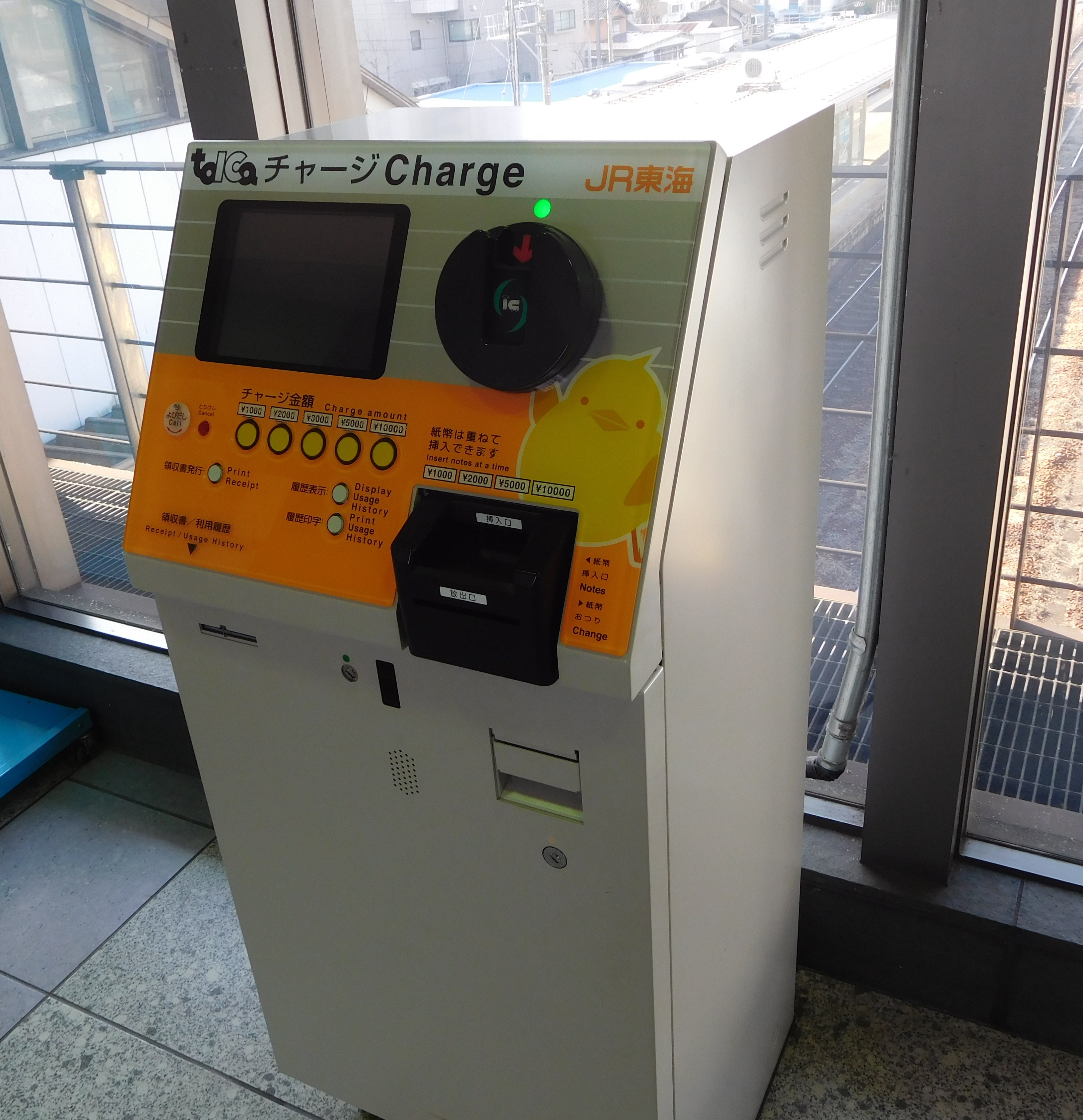
専用入金機（美濃太田駅）

TOICAはいつでもチャージ（入金してSF残高の補充を行うこと）ができる。取り扱いはICカードに対応した自動券売機・自動精算機・専用入金機および有人窓口（新幹線乗り換え口を除く）となっており、500、1,000、2,000、3,000、5,000、10,000円単位で何度でも、1枚につき残高が20,000円に達するまで可能。ただし、チャージは現金のみで、クレジットカードやオレンジカードでのチャージはできない。2008年3月29日以降は相互利用先のICカードにチャージすることもできるが、モバイルSuica、モバイルPASMO、モバイルICOCAへのチャージはできない。
- 乗り越し精算で残高が不足した際に不足額のみ支払う場合は、有人改札での取り扱いとなる。
- 専用入金機でチャージする場合は、画面下のポケットにカードを投入し、紙幣を投入してから金額指定ボタンを押すとポケットがいったん閉まり、チャージが完了するとポケットが再び開く（履歴表示・印字の場合はポケットが閉まらない）。
- 早朝・深夜帯に無人となる駅（「お客様サポートサービス」導入駅を除く）では、無人となる時間帯にチャージおよび履歴確認ができない場合がある。

### JR東海在来線・愛環線の利用
自動改札機の乗車券投入口の上にある読み取り部にTOICAをタッチすると、信号音（ピッという音）が鳴ると同時に自動改札機の扉が開き、通過できる（一部の駅には扉のない簡易型自動改札機が設置されている）。無人駅にもICカード専用の自動改札機（簡易TOICA改札機）が設置され、同様にタッチすることで扉のある自動改札機と同じように通過できる。扉のない改札機でタッチせずに入・出場してしまった場合、後から窓口で入退場記録の処理を行う必要がある。
乗車時に初乗り運賃を前引きせず、降車駅で乗車した区間の運賃が一括して精算される。なおSF残額が0円でも入場できる。

#### TOICA専用改札機
2007年秋に名古屋地区の主要駅でTOICA専用改札機が導入された。サービス開始から1年が経過してTOICA利用客が増加したことによるもので、同年9月20日の穂積駅を皮切りに11月初旬までに順次設置された。「TOICA専用」と書かれているが、2008年3月29日以降は通常の自動改札機と同様に相互利用先のICカードやモバイルSuica、モバイルPASMO、モバイルICOCAでも利用できる。
東芝製のICカード専用に設計された機種で、通常の改札機と区別しやすいように筐体を青色として改札機上部に案内ボード、改札機手前の床面に案内シートを掲出している（一部の駅では案内シートが剥がされている）。
TOICA専用改札機では券の搬送や磁気情報の読み書きなど磁気乗車券向けの機能・機構を省略しているため、導入や保守の更なるコスト低減が図られている。
2007年11月までに23駅・29か所に導入された（駅数と箇所数が異なるのは名古屋駅で5か所、千種駅と大曽根駅で各2か所導入されたため）。2021年現在、導入している駅は次の通り（尾張一宮駅ではその後1か所追加されている。勝川駅は上り線高架化にあわせ1か所に新規設置。大垣駅は2015年10月7日に1カ所追加、岐阜駅は2016年に出口用の改札機が更に1台増設されている）。また、2018年には蒲郡駅にも1か所設置され、2019年では穂積駅に更に1台増設、2020年では豊橋駅改札機更新と同時に1台→4台に増設、2021年にはエリア拡大後の線区の途中駅では初となる鵜沼駅にも1か所設置された。
| 名古屋地区                                            | 名古屋地区                                                    | 名古屋地区                                              | 名古屋地区                                                    | 名古屋地区                                            | 静岡地区                   |
| ----------------------------------------------------- | ------------------------------------------------------------- | ------------------------------------------------------- | ------------------------------------------------------------- | ----------------------------------------------------- | -------------------------- |
| - 豊橋駅 - 蒲郡駅 - 岡崎駅 - 安城駅 - 刈谷駅 - 大府駅 | - 笠寺駅 - 尾頭橋駅 - 名古屋駅 - 尾張一宮駅 - 岐阜駅 - 鵜沼駅 | - 穂積駅 - 大垣駅 - 金山駅 - 鶴舞駅 - 千種駅 - 大曽根駅 | - 勝川駅 - 春日井駅 - 神領駅 - 高蔵寺駅 - 多治見駅 - 土岐市駅 | - 瑞浪駅 - 桑名駅 - 共和駅 - 稲沢駅 - 二川駅 - 豊川駅 | - 浜松駅 - 焼津駅 - 静岡駅 |

2021年3月13日のエリア拡大によりSuicaエリア・ICOCAエリアとの接点となった熱海・国府津・米原・亀山の各駅には、TOICAエリアからの降車時専用のTOICA専用改札機が新たに設置されている。なお、各駅からの乗車の場合は一般の自動改札を利用可能。

#### 利用エリアに関する注記
2025年10月1日以降に、身延線及び高山本線の一部で新たに利用可能になるが、その際に、以下の区間については途中駅での乗降を伴わない通過利用に限りTOICAが利用可能となる（Suica・ICOCA・SUGOCAと同様の措置が採られる）。
- 身延線 鰍沢口駅 - 西富士宮駅間
- 高山本線 美濃太田駅 - 飛騨古川駅（下呂駅・高山駅・飛騨古川駅は乗降可）

### 定期券による新幹線の利用
JR東海の定期券では「定期区間内に東海道新幹線停車駅が2駅以上含まれれば、自由席特急料金を別途支払えば新幹線自由席に乗車可能」という取り扱いがあるが、2010年3月13日からTOICA定期券でも同じ取り扱い（新幹線乗車サービス）に対応している。TOICAエリアに平行する三島駅 - 岐阜羽島駅間のうち新幹線停車駅が2駅以上（新幹線単独駅のうち新富士駅は富士駅と、岐阜羽島駅は岐阜駅とそれぞれ同駅扱い）含まれるTOICA定期券を所持していれば、新幹線改札をTOICAで通過し、普通車自由席に乗車できる。特急料金は新幹線下車駅の自動改札機出場時にSFで精算され、特急券との併用はできない。2012年4月21日からは、同じ条件のmanacaによるJR連絡定期券でも利用可能。定期券機能のない通常版TOICAではこの取り扱いを行っていない。
なお、Suica・ICOCAとの相互利用開始に合わせて、新幹線駅の乗り換え改札口では新幹線の磁気乗車券や東海道新幹線でのチケットレスサービス「EX-ICサービス」との連携により、ICカード乗車券で新幹線と在来線の乗り継ぎができるようになった（SUGOCAエリアの小倉駅・博多駅の両駅の新幹線乗り換え改札口での利用は、2011年3月12日から利用できるようになった）。TOICAエリア内の駅からICカード乗車券で入場し新幹線乗り換え改札口で新幹線の切符を購入する場合、乗り換え改札口の指定席券売機ではSFから運賃の引き去りはせず、入場情報を取り消しし乗車駅から新幹線下車駅の切符を購入できるが、愛知環状鉄道駅から入場した場合は係員のいるきっぷうりばで購入する必要がある。
2017年9月30日からは、東海道新幹線・山陽新幹線（東京-博多間）でTOICAで乗車するシステムスマートEXが導入されている。ただし新幹線はSFではなくネット予約でカード番号登録・クレジットカードで決済になる。従来のエクスプレス予約の会員でなくても年会費無料で利用でき、EX-ICと同様な利用方法になる。2021年3月6日からはエクスプレス予約でも交通系ICカードを登録して乗車できるサービスが開始された。また、JR東日本のタッチでGo!新幹線（SF)、新幹線eチケット（認証カード）にもTOICAが利用できる。
2021年3月13日からは新幹線定期券「FREX」「FREXパル」がSuica・TOICA・ICOCAで発売されており、在来線IC定期券による並行区間「新幹線乗車サービス」が東京駅 - 新岩国駅間まで拡充され、2022年3月12日から新岩国駅 - 徳山駅間、2023年4月1日から徳山駅 - 博多駅間にも拡大し、東海道新幹線・山陽新幹線の全区間で利用可能となった。

### JR東海と他社線との乗り換え

#### 他社線がICカード対応の場合
JR東海と交通系ICカード対応の他社線（TOICAエリアである愛知環状鉄道を含む）を共同使用駅などを経由して乗り換える場合、乗換口がある駅（乗換口に自動改札機がある駅）と乗換口がない駅で取扱いが異なる。
乗換口（連絡改札）がある駅
乗換口の自動改札機にTOICAをタッチすることでそれまでの乗車区間運賃の精算と乗り継ぎ駅の情報の記録が同時に完了し、改札機を通過できる。
なお連絡改札口では、ICカードの2枚同時使用による通過（2枚重ねタッチなど）はできないが、TOICAとPiTaPaの共通利用が始まる前は自動改札機にICカードを2枚重ねてタッチ可能だった。
金山駅（名鉄⇔JR）、名古屋駅・名鉄名古屋駅・近鉄名古屋駅（JR⇔近鉄⇔名鉄）などが該当する。
乗換口（連絡改札）がない駅
各路線のホーム上にICのりかえ改札機が設置されており、乗り換え時にこれにタッチして当該駅の利用情報を記録させる必要がある。
豊橋駅（JR⇔名鉄）、弥富駅（JR⇔名鉄）、岡崎駅（JR⇔愛環）が該当する。
豊橋駅では同駅での乗り換え時にのみICのりかえ改札機へのタッチが必要だが、弥富駅と岡崎駅では同駅で他社線に乗降する場合もICのりかえ改札機にタッチする必要がある（駅出入口とあわせて2度タッチすることになる）。
岡崎駅でICのりかえ改札機にタッチせずJRと愛環を乗り継いだ場合、実際の乗車経路や運賃計算上の大小に関係なく金山・高蔵寺経由（東海道本線⇔中央本線）で計算される。
なお、かつては桑名駅（JR⇔近鉄）でも同様の取扱いを行っていたが、2020年8月30日に近鉄線・養老鉄道線との改札が分離され、この取扱いは終了した（桑名駅#旧駅舎でのICカードの扱い参照）。
※ ただしIC乗り換え改札口は色分けされているため注意が必要。
直通運転の境界駅の場合
直通運転を行っている高蔵寺駅（JR⇔愛環）はICのりかえ改札機が設置されておらず、そのまま乗車できる。

#### 他社線がICカード非対応の場合
JR東海と交通系ICカード非対応の他社線を共同使用駅などを経由して乗り換える場合、以下の2通りの取扱いとなる。
連絡改札にIC改札機がある場合
JR線の入出場処理のみを連絡改札で行い、他社線は別途精算（乗車券を購入、又は車内精算）を行う。
吉原駅（岳南電車）、金谷駅（大井川鐵道）、掛川駅・新所原駅（天竜浜名湖鉄道）、大垣駅（養老鉄道）が該当する。
連絡改札にIC改札機がない場合・連絡改札がない場合
一旦JRの改札口を出てICカードの精算を行い、改めて他社線のきっぷを購入して駅に入場（或いは他社線の精算を行って出場し、JRの改札口から入場）を行う必要がある。
恵那駅（明知鉄道）、三島駅（伊豆箱根鉄道）、枇杷島駅（東海交通事業）、大垣駅（樽見鉄道）、河原田駅（伊勢鉄道）が該当する。

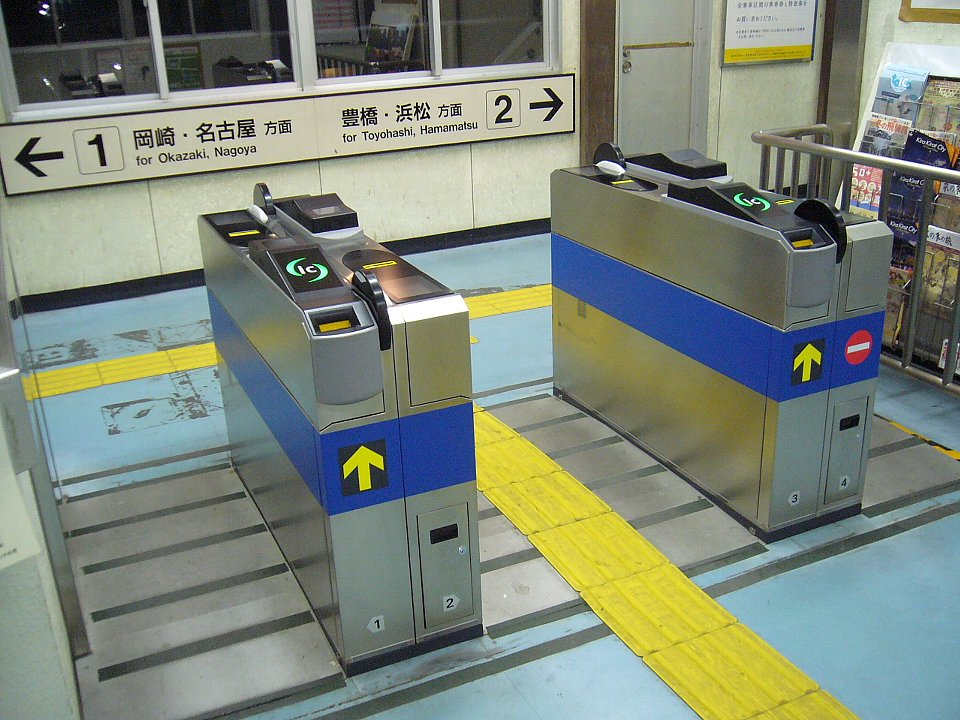
TOICA対応の簡易型（遮断板省略型）自動改札機（三河塩津駅）
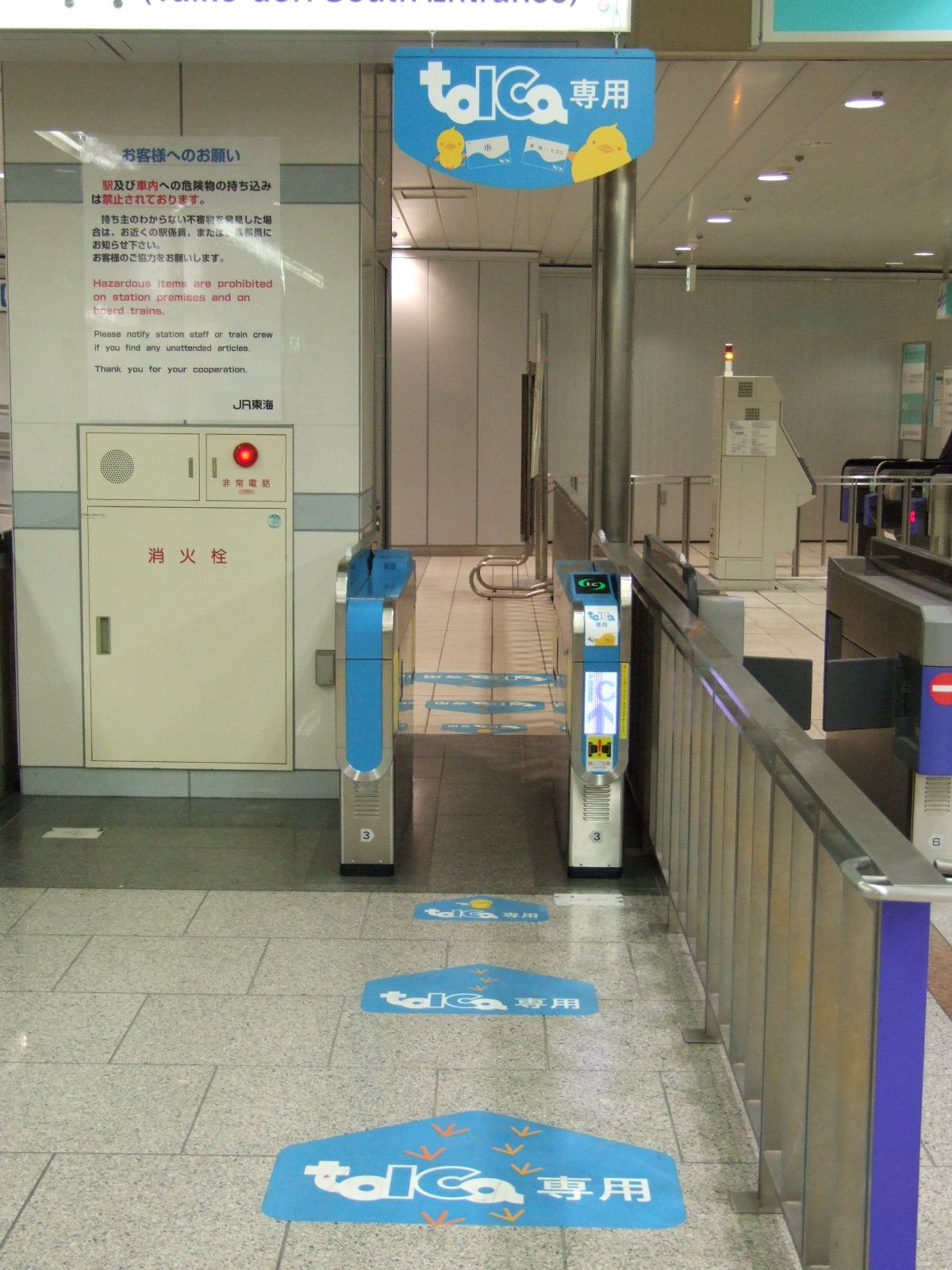
TOICA専用自動改札機（名古屋駅）
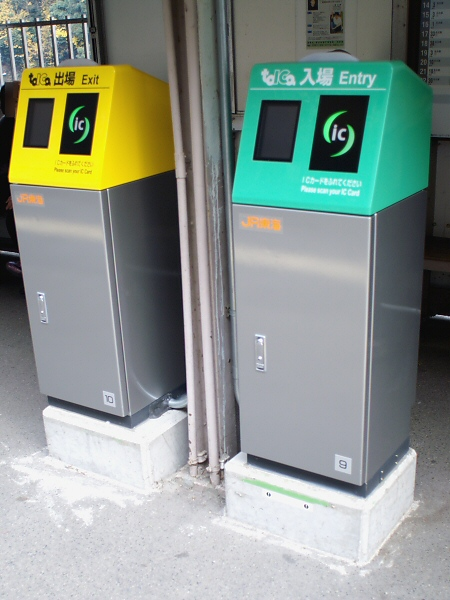
簡易TOICA改札機（定光寺駅）
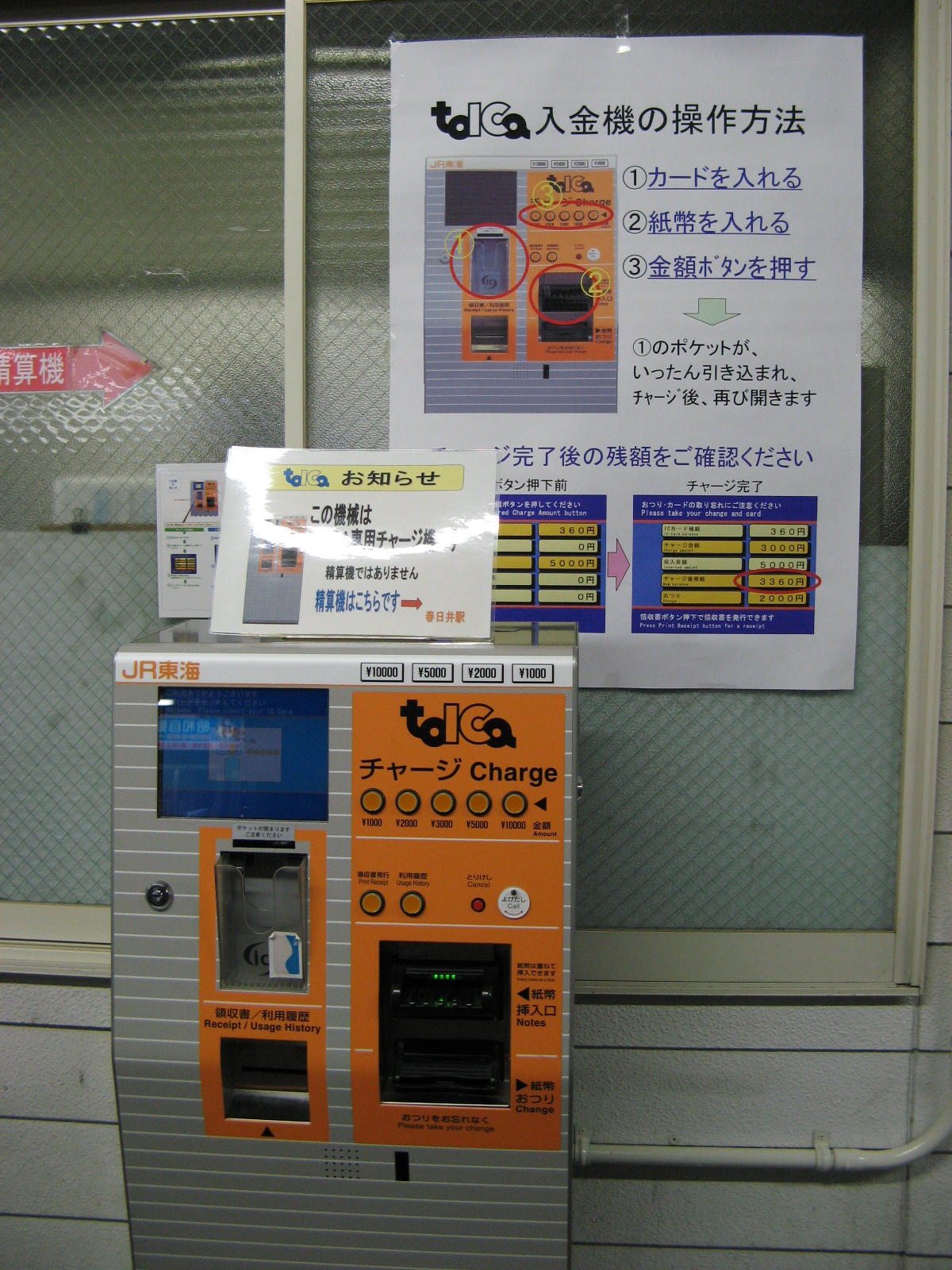
TOICAチャージ専用機（春日井駅。橋上化に伴い撤去済）

### 運賃計算の特例

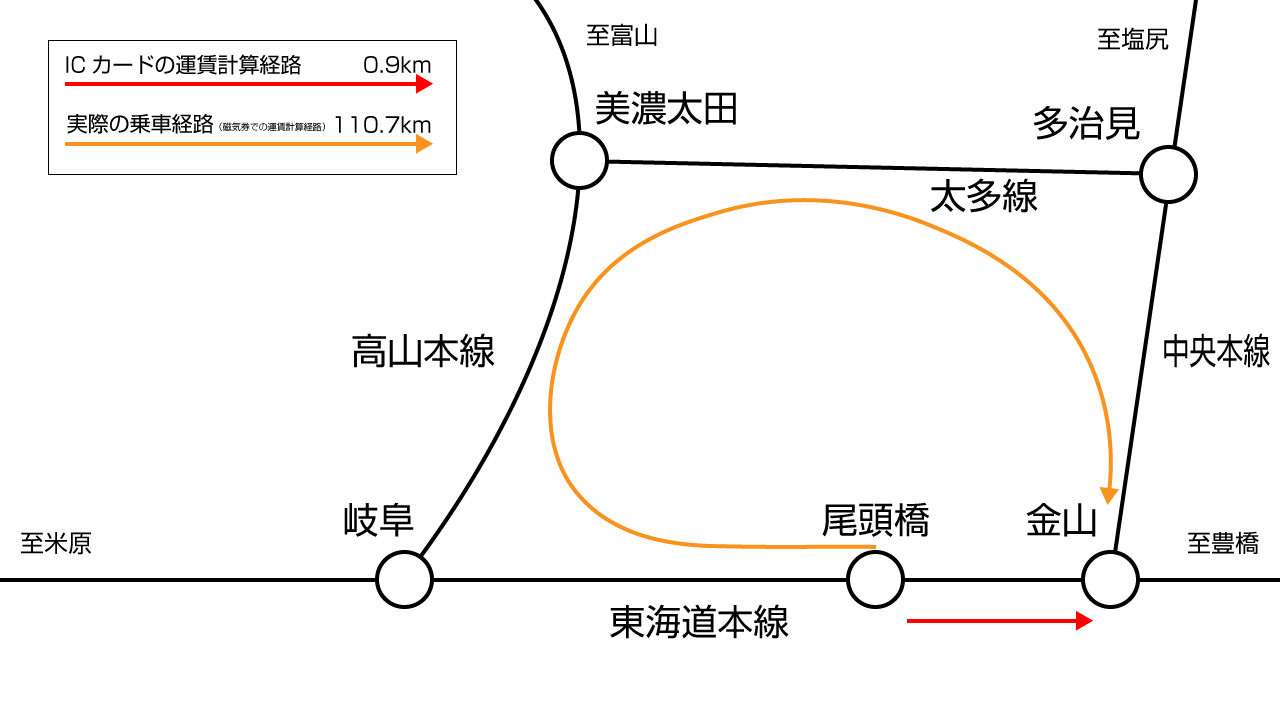
TOICAエリアでのIC乗車券を利用した大回り乗車の一例

TOICAエリア内には大都市近郊区間の制度が存在しないが、TOICAを利用した場合は「TOICAエリア内における最短経路」での計算となる（例えば、名古屋から美濃太田まで利用する場合、TOICAでは経路に関係なく営業距離の短い多治見経由として計算される）。そのため、大都市近郊区間で可能な大回り乗車も可能である。
2010年3月12日までは高山本線 岐阜駅 - 美濃太田駅間と太多線がTOICAエリアに含まれていなかったが、それ以前からTOICAの「運賃計算の特例に使用する路線」として運賃計算上の『最短経路』に組み込める区間として、この区間を通過することのみが可能であった（岐阜駅 - 多治見駅間での途中下車不可）。現在はTOICAエリアに含まれているため、他の区間と同様に乗降できる。なお、JR九州のSUGOCAにもほぼ同様の取り扱いがある。
TOICAで入場し列車に乗車した場合、通用期間は乗車距離に関係なく当日のみ（ただし、深夜帯などで乗車中に0時を過ぎた場合はエリア内の下車駅まで有効）で途中下車の制度はない。また、ICのSFで入場した場合、学生割引、ジパング倶楽部などの各種割引は原則として適用されない、こども用ICは小児運賃が適用されるが、通学定期券を搭載し「生年月日」を登録しても学生割引は適用されない。したがって101キロメートル以上の乗車で途中下車や各種の割引制度を利用したい場合は、従来通りあらかじめ乗車券を購入することとなる。
JRと愛知環状鉄道の間では通過連絡運輸の取り扱いがあるが、TOICAをはじめとしたICカードで乗車した場合はこの取り扱いを行わない（前後のJR線の距離を通算しないで別々に計算する）ため、ICカード使用時と乗車券購入時では運賃が異なる。

### 相互利用

相互利用関係（クリックで拡大）

2008年3月29日からJR本州3社のICカード乗車券（Suica・TOICA・ICOCA）の間で相互利用を開始した。
その後、2012年4月21日から、名古屋鉄道・名鉄バス・名古屋市交通局・名古屋臨海高速鉄道・名古屋ガイドウェイバス・豊橋鉄道が2011年2月11日に導入したmanacaとの乗車券機能の相互利用およびIC連絡定期券の発行を開始し、2013年3月23日から、電子マネー機能の相互利用も開始した。また同日からは、全国の11社局での10種類の交通系ICカード（Kitaca・Suica・PASMO・TOICA・manaca・ICOCA・PiTaPa・SUGOCA・nimoca・はやかけん）の間での相互利用が開始された（PiTaPaについては電子マネー機能の相互利用の対象外）。
携帯電話でTOICAに相当する機能を利用できるサービスはないが、JR東日本のモバイルSuica、パスモのモバイルPASMO、JR西日本のモバイルICOCAを利用すれば、TOICAエリアで携帯電話を使ってJR線の乗降並びに電子マネーとしての利用が可能である。
なお、原則的にTOICAなどのSFを利用して新幹線に乗車することはできないが、TOICAを使用して自動券売機で新幹線区間を含む乗車券を購入し、これに別途購入した特急券を追加して新幹線に乗車することはできる。また、東日本旅客鉄道（JR東日本）のSuicaとは国府津駅及び熱海駅で、西日本旅客鉄道（JR西日本）のICOCAとは米原駅及び亀山駅でエリアが連続しているが、SF利用でそれぞれのエリアを跨がった利用はできない（エリアをまたがった在来線IC定期券のみ連続利用可能）。

## TOICA電子マネー
2010年3月13日より東海道新幹線の「のぞみ」停車駅や静岡駅・浜松駅・豊橋駅構内などの一部の店舗および自動販売機の計585ヶ所にて電子マネーサービスを開始した。併せて同日よりSuicaショッピングサービスおよびICOCA電子マネーとの相互利用も開始され、首都圏や関西圏の一部の店舗でも利用が可能となった。その後、サービス対象を徐々に拡大し、2013年からは交通系ICカードの相互利用開始に合わせて電子マネー決済についても相互利用の範囲を拡大している。
なお、TOICAには他社の交通系電子マネーのような利用ポイントサービスは2024年現在実施されていない。また、TOICA一体型クレジットカードも発行されていない（JR東海エクスプレス・カード会員向けに別途発行されているEX-ICカードにTOICA機能を一体化したものが発行されていたが、2021年3月5日で切り替え手続きを終了している）。2023年10月よりJR東海グループの商業施設において共通ポイントサービスである「TOKAI STATION POINT」の運用が始まったが、スマホアプリでバーコードを提示することによって管理され、TOICAとは無関係である。

## 歴史

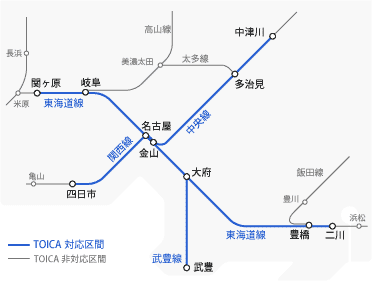
TOICAの初期導入区間

- 2005年3月30日 - JR東海がICカード乗車券システムを2007年度までに導入することを発表。
- 2006年
  - 2月16日 - ICカードの愛称を「TOICA」とすることを発表。
  - 9月30日 - 10月29日 - 東海道本線 刈谷駅 - 岐阜駅間および中央本線 名古屋駅 - 春日井駅間を対象に一般公募によるモニター試験を実施[42]。約800名が参加し、通常版TOICAのみの利用だった。なお、同期間中にはJR東海と関連会社の社員によって、定期券を含むモニターテストも行われた。
  - 11月20日 - 公式マスコットとして「ひよこ」を発表。
  - 11月25日 - 名古屋地区の以下の4線区でサービス開始[43]。記念TOICAも発売。
    - 東海道本線 二川駅 - 関ヶ原駅間
    - 中央本線 名古屋駅 - 中津川駅間
    - 関西本線 名古屋駅 - 四日市駅間
    - 武豊線 大府駅 - 武豊駅間（全線）
- 2007年
  - 9月 - 11月 - 名古屋地区の主要駅にTOICA専用改札機を導入。
  - 11月23日 - 1周年記念TOICA発売。
- 2008年
  - 3月1日 - 東海道本線函南駅までエリア拡大。
  - 3月29日 - Suica・ICOCAとの相互利用開始。EX-ICサービスなどと連携したICカードによる新幹線乗り継ぎサービスも同時に開始。
- 2009年12月5日 - TOICA機能付きEX-ICカードの発行受け付け開始[44]。
- 2010年
  - 3月13日 - 
    - TOICAエリア内の駅構内売店・自動販売機でTOICA電子マネーを開始。同時にSuicaおよびICOCAの電子マネーサービスとの相互利用を開始[40]。
    - 以下の4線区でサービス開始[39]。
      - 高山本線 岐阜駅 - 美濃太田駅間
      - 太多線 美濃太田駅 - 多治見駅間（全線）
      - 飯田線 豊橋駅 - 豊川駅間
      - 御殿場線 沼津駅 - 御殿場駅間
      - 身延線 富士駅 - 西富士宮駅間

    - TOICA定期券で併走する東海道新幹線（三島駅 - 岐阜羽島駅）に乗車する際、チャージ金額があれば特急料金を自動収受して乗車可能となる[39]。

  - 4月20日 - 愛知・岐阜・三重・静岡の各県内のローソン店舗においてTOICA電子マネーの利用開始[45]。
  - 8月上旬 - デイリーヤマザキの愛知・岐阜・静岡の各県の全店舗および長野・滋賀両県の一部店舗でもTOICA電子マネーの利用開始[46]。
  - 10月8日 - 発行枚数が100万枚を突破[2]。
- 2011年
  - 1月26日 - 静岡・三重・岐阜の各県のサークルKおよびサンクスでTOICA電子マネーの利用開始[47]。
  - 3月5日 - SUGOCAと、乗車券・電子マネーの相互利用を開始。
  - 3月18日 - セブン-イレブンでTOICA電子マネーの利用開始[48]。
  - 3月29日 - ファミリーマートでTOICA電子マネーの利用開始
  - 5月23日 - ヤマト運輸直営店およびセールスドライバーのモバイル端末にて利用開始[49]。
- 2012年4月21日 - manacaとの乗車券機能の相互利用およびIC連絡定期券の発売を開始。
- 2013年
  - 3月23日 - Kitaca、PASMO、PiTaPa、はやかけん、nimocaとの乗車券機能、電子マネー機能（PiTaPaを除く）の相互利用、manacaの電子マネー機能相互利用開始[50]。近畿日本鉄道線とのIC連絡定期券の発売を開始（近鉄ではICOCAでの発行を開始）。
  - 5月11日 - ユニーグループにおいて電子マネーの利用開始。2014年12月末までを目途に使用できる店舗を順次拡大予定[51]。
- 2014年7月22日 - Wii Uの支払い決済にTOICA電子マネーをはじめとする交通系電子マネーへの対応開始。12月9日からはNewニンテンドー3DS・Newニンテンドー3DS LLでも同様の対応を開始[52][53]（2022年1月18日9時でサービス終了）。
- 2015年3月14日 - 東海道・山陽新幹線の車内販売において電子マネーの利用開始[54][55]。
- 2017年
  - 詳細時期不明 - TOICAの標準デザインカードが右側にひよこを配置した現行のデザインに変更。これ以降はJRグループ系の全ての交通系ICカードの標準デザインにマスコットが表記されている。
  - 7月25日 - TOICAの利用可能なエリアを2019年春に拡大する予定と発表[17]。
- 2019年3月2日 - JR東海では東海道本線醒ケ井、御殿場線下曽我、関西本線亀山駅までエリア拡大、愛知環状鉄道にも導入[17][56]。
- 2021年3月13日 - 東海道本線熱海駅・米原駅、御殿場線国府津駅までエリア拡大[18]。東海道新幹線東京駅・品川駅・新横浜駅・小田原駅・熱海駅・米原駅・京都駅・新大阪駅の各駅窓口でTOICAの取扱いを開始[57]。
- 2023年
  - 詳細時期不明 - 定期券以外のTOICAにおいても記名ができるようになる。
- 2024年
  - 4月1日 -  障がい者用TOICAのサービスを開始[58][59]。
- 2025年
  - 3月15日 - 東海道本線（美濃赤坂線）荒尾駅・美濃赤坂駅、飯田線豊川駅 - 本長篠駅間にエリア拡大[60][19]。
  - 4月1日 - 障がい者用TOICAの発売対象に精神障がい者を追加[61]。
  - 10月1日（予定） - 
    - 身延線鰍沢口駅 - 甲府駅間にエリア拡大、東花輪駅・南甲府駅の両駅窓口でTOICAの取扱いを開始（予定）[24][62][注 9]。
    - 特急「ひだ」のチケットレス乗車サービス開始に伴い、高山本線の下呂駅、高山駅、飛騨古川駅でもTOICAのサービスを開始[63][62]（ただし、一部取扱いに制限有）。

### 今後の予定
2022年10月31日に行われた社長記者会見の中で、将来的にTOICAエリアをJR東海の全線に拡大し、特急券・指定券のネット予約の推進と併せて、特急を含めた在来線のチケットレス化を進めることを明らかにしている。
また、2026年春以降、JR西日本のモバイルICOCA / Apple PayのICOCAのシステムを用いてTOICAエリアでのモバイルIC定期券サービスを開始する予定であることが2025年3月7日に公表されている。